# Odesza
Odesza (stilizzata come ODESZA) è un duo musicale statunitense di musica elettronica formatosi a Bellingham, nello stato di Washington. È composto dai disc jockey Harrison Mills e Clayton Knight, noti rispettivamente con gli pseudonimi di Catacombkid e BeachesBeaches.

## Storia
Il duo venne costruito nel 2012, poco prima che Mills e Knight si diplomassero alla Western Washington University. Il duo ODESZA vede la collaborazione di altri componenti, tra cui un batterista e i cantanti Naomi Wild e WYNNE. L'album di debutto, Summer's Gone, è stato pubblicato nel 2012. L'anno seguente il duo ha pubblicato l'EP My Friends Never Die. Il 9 settembre 2014 esce il secondo album in studio intitolato In Return. Nel 2016 con la canzone Say My Name ha ottenuto la prima nomination ai Grammy Award nella categoria Best Remixed Recording, Not Classical.
L'8 settembre 2017 esce il terzo album in studio chiamato A Moment Apart, il quale ha raggiunto la posizione numero 3 nella classifica Billboard 200 e arrivando in cima alla classifica dei migliori album di musica elettronica/dance. Nel 2018 il disco è stato nominato al Grammy Award al miglior album dance/elettronico, insieme al singolo Line of Sight che è stato nominato per la migliore registrazione dance. Nel 2017 il duo ha ricevuto una nomination come produttore dell'anno agli Electronic Music Awards. Inoltre Billboard ha classificato ODESZA al numero 10 nella classifica Billboard Dance 100 2018.

## Discografia

### Album in studio
- 2012 – Summer's Gone
- 2014 – In Return
- 2017 – A Moment Apart
- 2022 - The Last Goodbye

### Album in collaborazione
- 2020 – Bronson (con Golden Features come trio Bronson)

### EP
- 2013 – My Friends Never Die

### Singoli
- 2014 – Sun Models
- 2015 – Say My Name
- 2015 – All We Need
- 2015 – Light
- 2016 – It's Only
- 2017 – Line of Sight
- 2017 – Late Night
- 2017 – Meridian
- 2017 – Corners of the Earth
- 2017 – Higher Ground
- 2018 – Loyal

## Premi e riconoscimenti
- Grammy Awards
  - 2018 - Candidatura come miglior album dance/elettronico per A Moment Apart